# 伊勢貞能
伊勢 貞能（いせ さだよし、生没年不明）は、戦国時代の人物。